# Čitlučko polje
Čitlučko polje je krško polje u zapadnoj Hercegovini.
Zauzima površinu od oko 37 km2 i nalazi se na oko 210 metara nadmorske visine. Vode privremenih vodotoka Lukoča i Stube koji dreniraju područje Čitlučkog polja ulijevaju se u Studenčicu, lijevu pritoku Trebižata.
U Čitlučkom polju je 1958. godine izgrađena brana. Izvorna joj je namjena bila navodnjavanje Međugorskog polja, dok trenutno služi za reguliranje protoka vode iz potoka Lukoča i štiti područje Međugorja od poplava tijekom razdoblja obilnijih oborina koje plave Čitlučko polje.
Na jugoistočnom dijelu polja smješten je Čitluk.